# チルゴル駅
チルゴル駅（-えき）とは、朝鮮民主主義人民共和国平壌直轄市万景台区域にある平南線の駅。ゴル（골）は「集落」を意味する固有語であり、漢字表記は存在しない。

## 歴史
- 1934年2月11日：趙村駅として開業[1]。
- 日時不明：チルゴル駅に改称。

## 隣の駅
朝鮮民主主義人民共和国鉄道省
平南線
普通江駅 - チルゴル駅 - 大平駅